# Distrikt La Esperanza (Santa Cruz)
Der Distrikt La Esperanza liegt in der Provinz Santa Cruz in der Region Cajamarca im Norden Perus. Der Distrikt wurde am 23. April 1923 gegründet. Er besitzt eine Fläche von 59,7 km². Beim Zensus 2017 wurden 2438 Einwohner gezählt. Im Jahr 1993 lag die Einwohnerzahl bei 3679, im Jahr 2007 bei 2889. Sitz der Distriktverwaltung ist die 1711 m hoch gelegene Ortschaft La Esperanza mit 218 Einwohnern (Stand 2017). La Esperanza befindet sich knapp 7 km nordöstlich der Provinzhauptstadt Santa Cruz de Succhabamba.

## Geographische Lage
Der Distrikt La Esperanza befindet sich in der peruanischen Westkordillere nordostzentral in der Provinz Santa Cruz. Der nach Westen fließende Oberlauf des Río Chancay begrenzt den Distrikt im Norden, dessen linker Nebenfluss Río El Choro im Westen.
Der Distrikt La Esperanza grenzt im Westen an den Distrikt Santa Cruz, im Norden an den Distrikt Chancaybaños, im Osten an die Distrikte Uticyacu und Ninabamba, im Südosten an den Distrikt Andabamba sowie im Süden an den Distrikt Yauyucan.

## Ortschaften
Neben dem Hauptort gibt es folgende größere Ortschaften im Distrikt:
- Chaquil